# Маломуж Володимир Григорович
Володимир Григорович Маломуж (нар. 24 серпня 1934, місто Біла Церква Київської області) — український радянський партійний діяч. Депутат Верховної Ради УРСР 11-го скликання. Член Ревізійної комісії КПУ в 1986—1990 роках, голова Ревізійної комісії КПУ в 1986—1988 роках.

## Біографія
Закінчив Київський політехнічний інститут.
У 1957—1960 роках — конструктор, начальник цеху кар'єроуправління у місті Єнакієво Сталінської області. У 1960—1965 роках — майстер, начальник цеху, головний інженер Білоцерківського заводу сільськогосподарського машинобудування імені 1-го Травня.
Член КПРС з 1961 року.
У 1965—1970 роках — 2-й секретар Білоцерківського міського комітету КПУ Київської області.
У листопаді 1970 — травні 1973 року — голова виконавчого комітету Білоцерківської міської ради депутатів трудящих.
У 1973—1975 роках — завідувач відділу торгово-фінансових органів Київського обласного комітету КПУ.
У 1975 — 12 вересня 1984 року — заступник голови виконавчого комітету Київської обласної ради народних депутатів. Закінчив Заочну Вищу партійну школу при ЦК КПРС.
12 вересня 1984 — 1 грудня 1988 року — 2-й секретар Київського обласного комітету КПУ.
Одночасно, у лютому 1986 — грудні 1988 року — голова Ревізійної комісії КПУ.
Потім — на пенсії в місті Києві.

## Нагороди
- три ордени Трудового Червоного Прапора
- медалі